# Protomedeia zotea
Protomedeia zotea är en kräftdjursart som först beskrevs av Barnard 1962.  Protomedeia zotea ingår i släktet Protomedeia och familjen Isaeidae. Inga underarter finns listade i Catalogue of Life.